# Комбурлей Михайло Іванович
Комбурлей Михайло Іванович (нар. 1761 — 19 жовтня 1821) — державний і громадський діяч Російської імперії, дійсний таємний радник, сенатор.

## Біографія
Народився у 1761 році.
З 1793 по 1796 роки — Маршалок шляхти Катеринославської губернії.
У 1798—1799 роках — губернатор Курської губернії.
У 1806—1817 роках — губернатор Волинської губернії.
Помер 19 жовтня 1821 року.

## Родина
Був одружений з Ганною Андріївною Комбурлей, уродженою Кондратьєвою (1783—1864)
Подружжя мало сина Івана (1800—26.02.1802), що помер в дитячому віці, та двох доньок: Єлизавету (1805—1859) — дружина Д. П. Бутурліна та Катерину — дружина графа М. Д. Толстого.